# Farragut-Klasse (1934)
Die Farragut-Klasse war eine Klasse von acht Zerstörern der United States Navy, welche in den 1930er Jahren gebaut wurden und im Zweiten Weltkrieg zum Einsatz kamen. Benannt wurde das Typschiff nach David Glasgow Farragut. Dieser spielte im Amerikanischen Bürgerkrieg eine wichtige Rolle und wurde 1866 zum ersten Admiral der U.S. Navy ernannt. Bereits bei der Vorgängerklasse gab es ein Schiff mit dem Namen Farragut (DD-300), welches zwei Jahre bevor die neue Farragut auf Kiel gelegt wurde, ausgemustert worden war.

## Geschichte
Die Farragut-Klasse wurde in den 1930er Jahren gebaut, als die Einschränkungen der Flottenkonferenz von London aus dem Jahre 1930 noch galten. Daher war ihre maximale Größe auf eine Verdrängung von 1.500 tn.l. festgeschrieben. In den Jahren 1934 und 1935 wurden acht Schiffe der Klasse fertiggestellt. Damit war diese Klasse von Zerstörern die erste neue Konstruktion von Zerstörern nach dem Ersten Weltkrieg in der U.S. Navy. Als neue Bedrohung wurde von den Konstrukteuren Angriffe durch Flugzeuge erkannt. Darum wurde ein großes Augenmerk auf die Verbesserung der Luftabwehr gelegt. Hauptänderung war der Wechsel von den 4" Geschützen der Vorgängerklasse Clemson, zu den damals neuen 5"/38 Geschützen, die zur Seeziel- und Luftzielbekämpfung genutzt werden konnten. Später wurde die Luftabwehr weiter verbessert. Dies war eine direkte Folge des japanischen Angriffs auf Pearl Harbor. Das Hauptgeschütz Mittschiffs wurde entfernt und durch bis zu 4 40-mm-Bofor Flakgeschütze ersetzt. Weiterhin wurden die zuvor benutzten Maschinengewehre durch bis zu 5 20-mm-Oerlikon Flakgeschütze ersetzte. Die Ausstattung der Flakgeschütze war nicht einheitlich, sondern variierte bei jedem der Schwesterschiffe.
Ein weiterer Kritikpunkt des Vorgängermodells war die mangelnde Reichweite. Da die Verdrängung durch den oben erwähnten Vertrag begrenzt war, konnten die Ölbunker nicht vergrößert werden. Die Lösung des Problems bestand in einer Verbesserung der Dampfkessel und Turbinen. Diese wurden mit höheren Drücken und Temperaturen gefahren, was zu einer effektiveren Nutzung des Brennstoffs führte und damit den Verbrauch senkte. Dadurch wurde die Reichweite um ca. 20 % erhöht und nebenbei die von der Navy geforderte Höchstgeschwindigkeit von 35 kn um 1,5 kn übertroffen.
Der Schiffskörper wurde ebenfalls deutlich überarbeitet. So wurden die markanten 4 Schornsteine der amerikanischen Zerstörer aus den Zeiten des Ersten Weltkriegs auf zwei reduziert, was zu mehr Platz an Oberdeck führte. Dieser wurde genutzt um die zwei Abschussanlagen für die Torpedos direkt auf der Längsachse das Schiffs zu montieren, so dass diese zu beiden Seiten feuern konnten. Dies war vorher nicht möglich, da die Torpedorohre bei der Clemson-Klasse seitlich an Oberdeck montiert waren und immer nur zu einer Seite feuern konnten. Das Oberdeck wurde im Vorschiff erhöht, was die Seetüchtigkeit in rauer See verbesserte. Das Heck wurde ebenfalls verändert und der Kiel im Heckbereich angehoben was zu einer besseren Wendigkeit führte.
Die Zerstörer verfügten zunächst über zwei Ablaufgestelle für Wasserbomben am Heck zur U-Boot Bekämpfung. Diese wurden im Jahr 1943 nach dem Umbau durch vier seitlich montierte K-Guns ergänzt.
Beim japanischen Überfall auf die US-Pazifikflotte am 7. Dezember 1941 lagen alle acht Schiffe in Pearl Harbor, überstanden aber den Angriff. Die Worden ging nach Grundberührung im Januar 1943 vor Alaska verloren, Hull und Monaghan sanken während des Taifuns Cobra im Dezember 1944. Die restlichen fünf wurden nach dem Zweiten Weltkrieg abgewrackt.

## Liste der Einheiten
| Kennung | Name       | Werft                                     | Kiellegung         | Stapellauf       | Indienststellung | Verbleib                                                     |
| ------- | ---------- | ----------------------------------------- | ------------------ | ---------------- | ---------------- | ------------------------------------------------------------ |
| DD-348  | Farragut   | Fore River Shipyard, Quincy               | 20. September 1932 | 15. März 1934    | Juni 1934        | am 14. August 1947 zum Abbruch verkauft                      |
| DD-349  | Dewey      | Bath Iron Works, Bath                     | 16. Dezember 1932  | 28. Juli 1934    | 3. Oktober 1934  | am 20. Dezember 1946 zum Abbruch verkauft                    |
| DD-350  | Hull       | New York Naval Shipyard, New York City    | 7. März 1933       | 31. Januar 1934  | 25. Mai 1935     | gesunken am 18. Dezember 1944 während des Taifun Cobra       |
| DD-351  | Macdonough | Charlestown Navy Yard, Boston             | 15. Mai 1933       | 22. August 1934  | 28. Juni 1935    | am 20. Dezember 1946 zum Abbruch verkauft                    |
| DD-352  | Worden     | Puget Sound Naval Shipyard, Bremerton     | 29. Dezember 1932  | 27. Oktober 1934 | 1. März 1935     | gesunken am 12. Januar 1943 nach Grundberührung vor Amchitka |
| DD-353  | Dale       | New York Naval Shipyard, New York City    | 10. Februar 1934   | 23. Januar 1935  | 19. Juli 1935    | am 20. Dezember 1946 zum Abbruch verkauft                    |
| DD-354  | Monaghan   | Charlestown Navy Yard, Boston             | 21. November 1933  | 9. Januar 1935   | 30. August 1935  | gesunken am 18. Dezember 1944 während des Taifun Cobra       |
| DD-355  | Aylwin     | Philadelphia Naval Shipyard, Philadelphia | 23. September 1933 | 10. Juli 1934    | 1. Mai 1935      | am 20. Dezember 1946 zum Abbruch verkauft                    |

## Technik

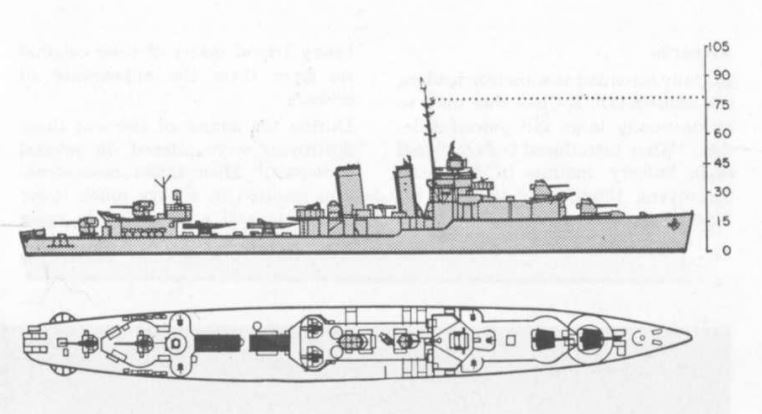
Zeichnung der Farragut-Klasse nach dem Umbau 1943 (Höhenangabe in Fuß)

Die Schiffe verdrängten 1.500 ts, waren rund 104 Meter (341 Fuß) lang und 10,4 Meter (34 Fuß) breit und hatten einen Tiefgang von 3,12 Meter (10 Fuß und 3 Zoll). Sie waren mit fünf 5-Zoll-(12,7-cm-)Marinegeschützen bewaffnet, außerdem mit acht Torpedorohren.

### Sensoren
Die Schiffe wurden bereits beim Bau mit dem damals neuen Sonar des Typs QC ausgestattet. Es war in einem Dom unten im Bug montiert. Dieses Gerät konnte getauchte U-Boote bis zu einer maximalen Eigengeschwindigkeit von etwa 15 kn auf Entfernungen bis maximal 3400 m orten. Es hatte einen eingeschränkten Sende- und Empfangswinkel von 14°. Es musste also auf das zu ortende Objekt ausgerichtet werden.

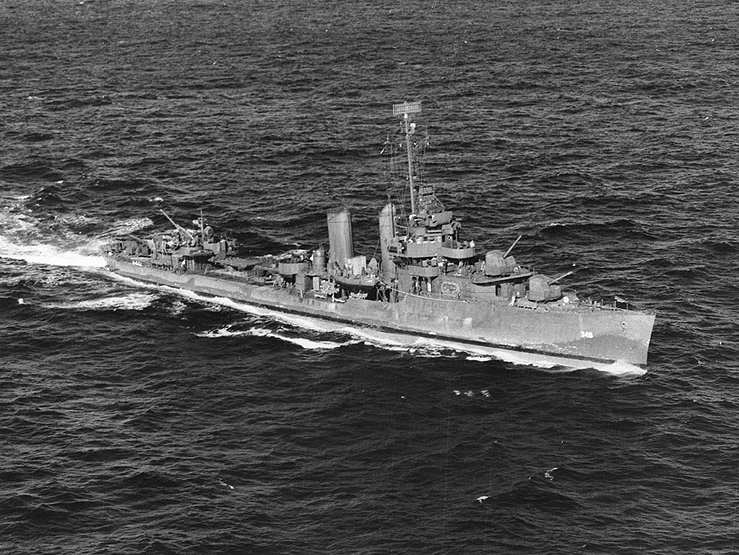
USS Farragut (DD-348) auf See im Dezember 1943

Weiterhin verfügten die Zerstörer nach ihrem Umbau über gleich drei verschiedene Radargeräte. Ganz oben im vorderen Mast wurde eine Radarantenne vom Typ SC installiert. Dieses Gerät war zur Ortung von Schiffen und Flugzeugen gedacht und hatte eine maximale Reichweite von ca. 30 sm (60 km) für Flugzeuge und 20 sm (40 km) für Schiffe. Direkt darunter wurde die Antenne für das Radar vom Typ SG montiert. Dieses Radar wurde zur Navigation genutzt, konnte aber auch Schiffe auf eine Entfernung von bis zu 15 sm (30 km) orten. Auf dem Dach der Brücke wurde schließlich ein Radar vom Typ FD montiert. Dieses war das Feuerleitradar für die Hauptbatterie und konnte die Entfernung bzw. Flughöhe von Zielen messen.